# Theologische Quartalschrift
Die in Tübingen herausgegebene Theologische Quartalschrift (ThQ) ist eine wissenschaftliche Fachzeitschrift für alle Gebiete der Theologie. Bald nach ihrer Gründung 1819 wurde sie zum Motor für den Aufbruch der katholischen Kirche im evangelischen Württemberg und trug auch zur Bekanntheit der beiden Tübinger Schulen bei.

## Geschichte
Die Theologische Quartalschrift wurde 1819 von dem „Viererbund“ Peter Alois Gratz, Johann Sebastian von Drey, Johann Georg Herbst und Johann Baptist Hirscher als „Professoren der Theologie, Katholischer Facultät, an der Königl. Universität Tübingen“ begründet, zwei Jahre nach der Errichtung der Katholisch-Theologischen Fakultät an der Eberhard-Karls-Universität in Tübingen. Sie existiert seither in ununterbrochenem Dauerbestand (mit Einschränkungen während der beiden Weltkriege) in nunmehr 201 Jahrgängen (2021) und gilt somit als die älteste der heute bestehenden fachtheologischen Zeitschriften der Welt.
Die Zeitschrift erscheint in vier Heften jährlich. Die Herausgeber bestellen in turnusmäßigem Wechsel jährlich einen ehrenamtlichen Schriftleiter aus ihrer Mitte. Als Herausgeber zeichnen 2011 Max Seckler, Hermann Josef Vogt, Norbert Greinacher, Walter Groß, Richard Puza, Gerfried W. Hunold, Dietmar Mieth, Joachim Köhler, Peter Hünermann, Georg Wieland, Michael Theobald, Albert Biesinger, Bernd Jochen Hilberath, Herbert Niehr, Gabriele Winkler, Michael Eckert, Thomas Freyer, Ottmar Fuchs, Andreas Holzem, Hans Reinhard Seeliger, Johannes Brachtendorf, Andreas Odenthal und Franz-Josef Bormann als „Professoren der katholischen Theologie an der Universität Tübingen“. Die ThQ ist formell kein Organ der Fakultät, aber das privatrechtlich gebildete Herausgeberkollegium umfasst derzeit faktisch die Professoren dieser Fakultät, denen es obliegt, ihr Fachgebiet in ihrer Zeitschrift nach den Kriterien von Forschung und Lehre zu vertreten.
Als Verlage der ThQ firmieren 1819–1927 die Laupp’sche Buchhandlung in Tübingen, 1928–1933 der Filser Verlag, 1933–1945 die Bader’sche Buchhandlung in Rottenburg, 1946–1968 der Schwabenverlag, 1968–2005 der Wewel Verlag und seit 2006 erneut der Schwabenverlag in Ostfildern.

## Inhalte und Grundsätze
Ins Leben gerufen wurde die ThQ unter den Vorzeichen des Aufbruchs und Neubeginns der katholischen Theologie in Deutschland nach den Zerstörungen der Säkularisation von den Hauptvertretern der ersten Generation der Katholischen Tübinger Schule, wobei „die innere Haltung und äußere Formung“ der Zeitschrift „auf lange hinaus“ (Stephan Lösch) von Johann Sebastian Drey als dem Begründer und „Nestor“ (Karl Werner) ihrer Richtung bestimmt wurde. Sie wurde als „das große Organ der aufblühenden katholischen Tübinger Schule“ (Fritz Vigener) und als „der große und unerbittliche teutsche Areopag“ (Augustin Theiner) im 19. Jahrhundert zur führenden Zeitschrift der wissenschaftlichen Theologie von internationalem Ansehen und zum Vorbild zahlreicher nach ihr begründeten Periodika des In- und Auslandes.
Über die Grundsätze und programmatischen Leitlinien der ThQ gibt die „Ankündigung“ ihres Erscheinens in Heft 1 Auskunft. Die Herausgeber sehen sich demnach verpflichtet, „durch eigene gelehrte Forschungen oder sonst durch ergreifende Darstellungen auf dem Gebiete der Theologie mehr Licht zu verbreiten, die neuesten Geisteserzeugnisse auf demselben Gebiete durch Anzeigen und Beurteilungen zur Kenntnis der Wißbegierigen zu bringen, und auf diesem Wege nicht minder das Streben nach Wissenschaft anzuregen als den Sinn für den Geist des Christentums und dessen fruchtbare Anwendung auf die Gemüter zu beleben“. Dabei wollen sie „überall nur der Wahrheit huldigen, und ihr die Huldigung ihrer Leser verschaffen“. Dafür nehmen sie für sich als Herausgeber und für die Autoren die „Freiheit der Meinung“ in Anspruch, überzeugt, „daß gleichwie überhaupt die Wahrheit durch eine vielseitige Beleuchtung nur gewinnen kann, so im Kampfe der Meinungen und beim Gären der Urteile gründliche Resultate nur erreicht werden, wenn es jeder Ansicht frei steht, hervorzutreten und ihre Prüfung zu veranlassen“. Sie hoffen, den „Geist dieser Zeitschrift vor dem Publicum […] als einen freimütigen und bescheidenen zugleich bewähren“ zu können. Zu ihren beständigen Merkmalen gehörte in der öffentlichen Wahrnehmung „die glücklich abgewogene Vielseitigkeit, mit der die einzelnen Mitarbeiter dem frischen Zustrom aus der zeitgenössischen philosophischen, theologischen und profanhistorischen Literatur je Einlass gewährten, und nicht weniger ihre wachsend zielklar eingehaltene Richtung einer gemäßigten Mitte zwischen dem Rationalismus und Mystizismus ihrer Tage, zwischen Spekulation und Geschichte, zwischen Tradition und Fortschritt“ (Stephan Lösch). Es war und ist demnach das Ziel der ThQ, die philosophische und theologische Forschung voranzutreiben, aktuelle Fragestellungen in ökumenischer Offenheit und interdisziplinärer Ausrichtung aufzugreifen und als faires Forum des wissenschaftlichen Dialogs „im Geist des Christentums und des Katholizismus“ (J. S. Drey) ihre Spalten auch für Beiträge nichtkatholischer Autoren zu öffnen.

## Register zur ThQ
- Register zu den zwanzig ersten Jahrgängen der Tübinger theologischen Quartalschrift. Separat gedruckt u.d.T.: Register zur Theologischen Quartalschrift. Jahrgang 1–18 [sic!]. 1819–1838. Tübingen 1839, 31 S. – Dieses Register wurde mit gesonderter Paginierung teilweise auch in Band 20 der ThQ von 1838 eingefügt.
- Personen-, Orts- und Sachregister zur Tübinger Theologischen Quartalschrift. Bd. I–LXVI. In Verbindung mit mehreren Freunden bearbeitet und herausgegeben von Dr. Joseph Schmid. Pfarrer. Tübingen 1895 (= Jahrgang 1819–1894).
- Register zur Theologischen Quartalschrift Tübingen 1895–1970. Hrsg. von Max Seckler. Mainz 1975.